# Cyligramma disturbens
Cyligramma disturbens là một loài bướm đêm trong họ Noctuidae.